# Vetenskapsåret 1804

## Händelser
- 14 maj - Lewis och Clarks expedition avreser från Camp Dubois för att utforska Missourifloden.
- Friedrich Sertürner lyckas isolera morfin från opium.
- William Hyde Wollaston upptäcker grundämnet palladium och hur man framställer platina.
- Jöns Jacob Berzelius upptäcker grundämnet cerium.
- Smithson Tennant upptäcker grundämnena iridium och osmium.
- William Hyde Wollaston upptäcker grundämet rodium.
- Alexander von Humboldt upptäcker att jordens magnetfält minskar från polerna till ekvatorn.
- Joseph Louis Gay-Lussac och Jean Baptiste Biot studerar atmosfären från en varmluftsballong.

### Medicin
- Okänt datum -   Charles Bell phbclierar  The Anatomy of the Human Body, vol. 3, Nervous System.[1]
- Okänt datum -  Antonio Scarpa phbclierar  Riflessioni ed Osservazione anatomico-chirugiche sull' Aneurisma, en klassisk text om aneurysm.[2]

### Teknik
- 21 februari - Cornwallaren Richard Trevithicks nybyggda ånglokomotiv "Penydarren" kör på Merthyr Tramroad mellan Penydarren Ironworks i Merthyr Tydfil och Abercynon i södra Wales, efter flera försök sedan 13 februari, och blir världens första lokomotiv att fungera på räls.[3]

## Pristagare
- Copleymedaljen: Smithson Tennant, brittisk kemist.
- Rumfordmedaljen: John Leslie, skotsk fysiker och matematiker.

## Födda
- 8 mars - Alvan Clark (död 1887), amerikansk astronom och teleskoptillverkare.
- 4 maj - Margaretta Riley (död 1899), en brittisk botaniker.
- 20 juli - Richard Owen (död 1892), brittisk anatom och paleontolog.
- 14 september - John Gould (död 1881), brittisk ornitolog.
- 24 oktober - Wilhelm Eduard Weber (död 1891), tysk fysiker.
- 10 december - Carl Gustav Jakob Jacobi (död 1851), tysk matematiker
- Robert Schomburgk (död 1865), upptäcktsresande.
- William Stokes (död 1878), irländsk läkare.
- Heinrich Lenz (död 1865), estnisk-tysk fysiker.
- Matthias Jakob Schleiden (död 1881), tysk botaniker.

## Avlidna
- 6 februari - Joseph Priestley (född 1733), brittisk präst, pedagog och kemist.
- 20 september - Pierre François André Méchain (född 1744), fransk astronom.
- 2 oktober - Nicolas-Joseph Cugnot (född 1725), fransk ingenjör och uppfinnare.

### Fotnoter
1. ↑  Jacyna, L. S. (2004). ”Bell, Sir Charles (1774–1842)”. Oxford Dictionary of National Biography. Oxford University Press. doi:10.1093/ref:odnb/1999. http://www.oxforddnb.com/view/article/1999. Läst 6 april 2011. (Prenumeration eller UK public library-medlemskap krävs)
2. ↑  Richardson, Benjamin Ward (27 februari 1886). ”Antonio Scarpa, F.R.S., and Surgical Anatomy”. The Asclepiad (London: Longmans, Green and Co.) "4" (16):  ss. 128–157. http://books.google.com/?id=-xVCQGjm3ZEC. Läst 10 juni 2008.
3. ↑  Rattenbury, Gordon; Lewis, M. J. T. (2004). Merthyr Tydfil Tramroads and their Locomotives. Oxford: Railway and Canal Historical Society. ISBN 0-901461-52-0